# 川端玉章

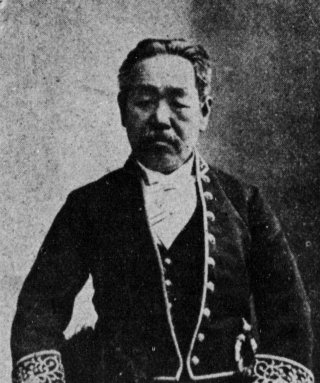
川端玉章

川端 玉章（かわばた ぎょくしょう、天保13年3月8日（1842年4月18日） - 大正2年（1913年）2月14日）は、明治時代に活躍した日本画家。本名は滝之助。東京美術学校の教授を務め、川端画学校を開設するなど後進の育成に努め、美術学校の同僚だった橋本雅邦と並び評された。

## 経歴

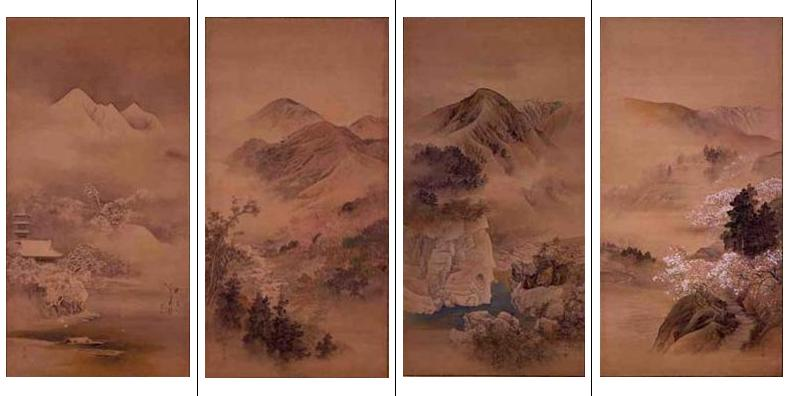
『四時ノ名勝』1899年（三の丸尚蔵館）

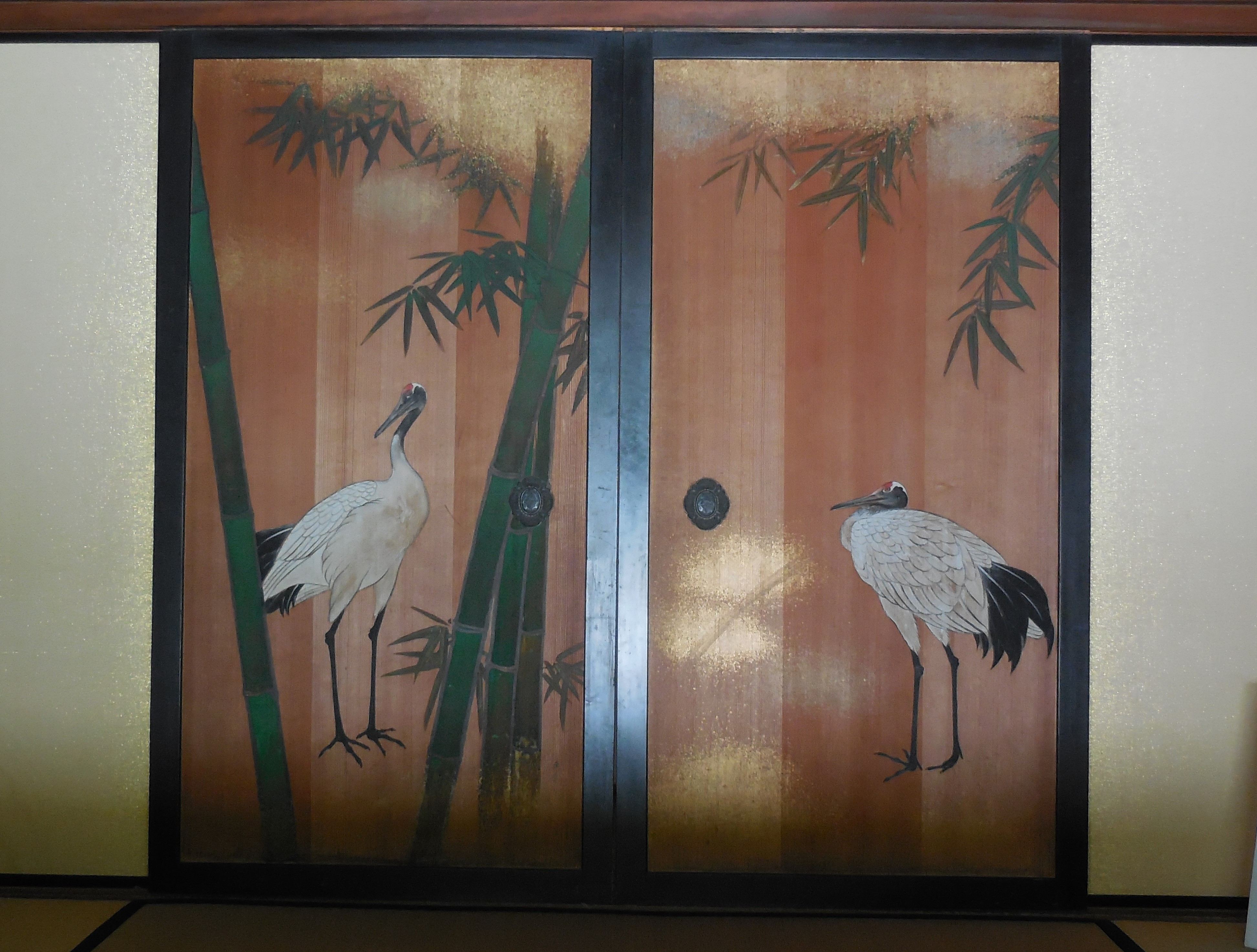
『丹頂鶴と青竹図』（長府毛利邸）

京都高倉二条瓦町で、蒔絵師左兵衛の子として生まれる。父は三井家に出入りしていたため、同家へ丁稚奉公に出る。11歳の時、三井高喜（出水家）や三井高弘（南家）らに絵の巧さを認められ、高喜の紹介で中島来章に入門。一方で、画論を小田海僊に学ぶ。

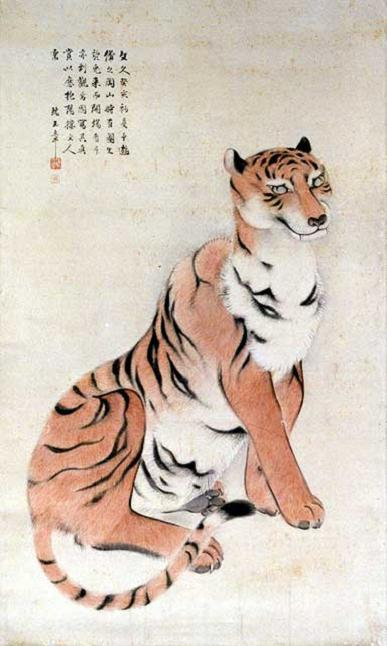
文久三年(1863年)の虎の写生

1867年（慶応3年）江戸に移住。1872年（明治5年）高橋由一に油絵を学ぶ。同年三井家の依頼で、三囲神社に「狐の嫁入り」扁額を描く。この絵は現存しないが、これが玉章の出世作となる。しかし、その頃は生活が苦しく、錦絵(版下絵)や眼鏡絵、新聞の付録画まで描いたという。1877年（明治10年）第一回内国勧業博覧会で褒状。1878年（明治11年）に画塾天真堂を創設、1879年（明治12年）龍池会設立に関与。1882年（明治15年）第一回内国絵画共進会、1884年（明治17年）第二回で共に銅賞を受け頭角を現していく。
1890年（明治23年）岡倉覚三（天心）によって東京美術学校に円山派の教師として迎えられ、1912年（大正元年）まで22年間主に写生を受け持った。逸話として、採用のきっかけとなった両国の大きな書画会において、一番達者に描いたのは河鍋暁斎だったが、玉章は図柄がみな異なっていたことから、天心は採用を決めたという。学校に出勤する前に、10枚、15枚と絵を描いてくることを自慢の種にしており、実際玉章の遺作は数多い。手は馬鈴薯のように丸々と太り、顔にはあばたや大きな斑点があったから「がんもどき」などと学生に渾名つけられていた。円山派において巧みな筆技をもっていた玉章は「腕の画家」であり、絵画を一種の技術と考えていた。この点、同時期に日本画の指導をしていた橋本雅邦とは全く逆の立場にいたと言える。これを証明する事実として、玉章はある展覧会に出品する壁画の柳を学生達の前で描いた。その時筆に墨をつけ一間ばかり飛びながら線を引き、何かぽんぽん付け加えると青柳がすぐでき上がってしまい、まるで「曲芸」を見ているようだと学生達は述べている。
1881年（明治14年）頃、深川に画塾「天眞舎」を開く。
1891年（明治24年）玉章より一世代若い画家たちによる日本青年絵画協会設立の際にはこれを援助、事務所は玉章邸に置かれた。1896年（明治29年）6月30日帝室技芸員、1897年（明治30年）古社寺保存会委員、1898年（明治31年）日本美術院会員、文展開設以来審査員を務める。1909年（明治42年）小石川下富坂町に川端画学校を開設。
1913年（大正2年）2月10日朝、令息茂章宅で発作、同14日午後4時15分に長く患っていた中風のため死去。葬儀は17日午前11時、駒込宅を出棺し川端画学校前を経て眞盛寺にて午後2時に仏式にて執り行われた。
東京都港区高輪2丁目の路端（墓所のある正源寺の脇）と、東京芸術大学の中庭に、顕彰碑が建てられている。なお、孫の川端実は洋画家。

## 栄典
- 1901年（明治34年）4月20日 - 正六位[4]
- 1903年（明治36年）12月11日 - 従五位[5]

## 門下
- 伊東英泰
- 大森敬堂
- 尾竹竹坡
- 川端玉雪（長男）

- 川端茂章（次男）
- 木村武山
- 島崎柳塢
- 高橋玉淵

- 田平（大谷）玉華
- 田中頼璋
- 中原芳煙
- 平福百穂

- 福井江亭
- 益田玉城
- 諸星成章
- 矢吹璋雲

- 山田敬中(山田年忠)
- 結城素明
- 湯田玉水
- 渡辺香涯

## 代表作

### 日本画
| 作品名                         | 技法         | 形状・員数 | 寸法（縦x横cm）  | 所有者                                            | 年代                        | 出品展覧会                    | 落款・印章                                                                    | 備考 |
| ------------------------------ | ------------ | ---------- | ---------------- | ------------------------------------------------- | --------------------------- | ----------------------------- | ----------------------------------------------------------------------------- | --- |
| 草花図                         | 紙本著色     | 額装1面    | 164.9x86.6       | 三井倶楽部                                        |                             |                               | 款記「玉章／寫」/「源玉章」白文方印・「子文」朱文方印                         | 玉章前半生の作か |
| 函嶺景図                       | 紙本水彩か   | 1巻        | 18.6x520.7       | 個人                                              | 1873年（明治6年）           |                               |                                                                               | 洋画風の作品 |
| 四時軍花図                     | 絹本油彩     | 額装1面    | 43.1x68.3        | 秋田県立近代美術館                                | 1877年（明治10年）頃        | 第1回内国勧業博覧会出品作か   | 款記「端玉章製」/「源玉章印」白文方印                                         | 現在確認される唯一の油彩作品。 |
| ナイアガラ瀑布図               | 絹本著色     | 額装1面    | 32.0x58.0        | 広島県立美術館                                    |                             |                               | 款記「米国／名与／久羅／瀑布／玉章寫／真」/「玉章」白文方印・「子文」朱文方印 | |
| 唐人お吉                       | 絹本著色     | 額装1面    | 60.1x36.7        | 平野政吉美術館                                    |                             |                               | 款記「玉章寫」/「玉章・子文」白朱文聯印                                       | |
| 群猿之図                       | 絹本著色     | 1幅        | 228.4x144.4      | 三の丸尚蔵館                                      | 1890年（明治23年）          |                               | 款記「玉章」                                                                  | |
| 墨堤春暁                       | 紙本著色     | 1幅        | 267.5x161.5      | 東京藝術大学大学美術館                            | 1890年（明治23年）          | 第3回内国勧業博覧会二等妙技賞 | 款記「玉章」/「□」朱文方印                                                    | |
| 桜に鶏                         | 絹本著色     | 1幅        | 173.3x69.7       | 東京藝術大学大学美術館                            |                             |                               | 款記「玉章」/「川端玉章」白文方印・「字日子文」白文方印                       | |
| 栗鼠に葡萄                     | 絹本著色     | 1幅        | 126.9x56.0       | 東京藝術大学大学美術館                            |                             |                               | 款記「玉章」/「□」朱文方印                                                    | |
| 八幡太郎之図                   | 絹本著色     | 1幅        | 238.0x144.7      | 東京大学大学院総合文化研究科・教養学部 駒場博物館 | 1892年（明治25年）3月25購入 |                               |                                                                               | 東京大学教養学部の前身である第一高等中学校旧蔵で、3月25日に購入された。 |
| 山村行旅図                     |              |            |                  | 三の丸尚蔵館                                      | 1892年（明治25年）          |                               |                                                                               | |
| 海の幸図                       | 絹本著色     | 1幅        | 82.4x146.0       | 山種美術館                                        | 1892年（明治25年）頃        |                               |                                                                               | |
| 玩弄品行商図                   |              | 1幅        | 97.2x142.1       | 東京国立博物館                                    | 1893年（明治26年）          | シカゴ万国博覧会 (1893年)     |                                                                               | |
| 桃李園・独楽園                 | 絹本著色     | 六曲一双   |                  | 静嘉堂文庫                                        | 1894年（明治27年）          | 第4回内国勧業博覧会妙技二等賞 |                                                                               | |
| 桜雉子図                       | 絹本著色     | 額1面      | 118.2x173.3      | 三の丸尚蔵館                                      | 1894年（明治27年）          |                               |                                                                               | 明治天皇皇后の大婚二十五年（銀婚式）祝いのため文部省職員一同より献上された2面の大額の1枚。もう1面は、橋本雅邦筆「夏樹鶴図」（三の丸尚蔵館蔵）。                                                                   |
| 京都名所十二月                 | 絹本著色     | 12幅       | 109.4x40.8       | 三井記念美術館                                    | 1898年（明治31年）          |                               | 各幅に款記「玉章」                                                            | 北三井家旧蔵 |
| 東閣観梅・雪山楼閣図           | 絹本著色     | 双幅       | 149.4x70.2       | 三井記念美術館                                    | 19世紀                      |                               | 各幅に款記「玉章」                                                            | 北三井家旧蔵 |
| 四時ノ名勝                     |              | 額装4面    | 166.4x84.9（各） | 三の丸尚蔵館                                      | 1899年（明治32年）          | パリ万国博覧会 (1900年)       |                                                                               | 「吉野春雲」（春）、「寝覚新緑」（夏）、「碓氷峠錦楓」（秋）、「厳島密雪」（冬）の4面。元は屏風絵として制作されたが、完成直前に屏風形式では美術部門での出品が認められないのが判明したため、急遽額装に変更された。 |
| 桐に鳳凰図                     | 絹本著色     | 1幅        | 145.0x234.0      | 三の丸尚蔵館                                      | 1900年（明治33年）          |                               | 款記「従六位川端玉章謹寫」                                                    | 大正天皇・貞明皇后ご成婚を祝い、文部省高等官一同により献上。象牙製の軸首は石川光明によって、不老長寿を意味する松と薔薇が彫られている。                                                                            |
| 白鹿図・青楓渓流図・紅葉瀑布図 | 著色         | 3幅対      |                  | 白鹿記念酒造博物館                                | 1901年（明治34年）          |                               |                                                                               | |
| 桜双鶏図                       | 絹本著色     | 1幅        | 155.6x82.7       | 個人（静岡県立美術館寄託）                        | 1901年（明治34年）          |                               |                                                                               | |
| 犀川真景図                     | 絹本著色     | 1幅        | 43.5x71.2        | 山種美術館                                        | 1901年（明治34年）頃        |                               |                                                                               | |
| 山澗僻邑                       | 絹本墨画     | 1幅        | 173.3x81.0       | 京都国立近代美術館                                | 1902年（明治35年）          |                               |                                                                               | |
| 溪山秋趣                       | 絹本著色     | 1幅        |                  | 山種美術館                                        | 1906年（明治39年）          |                               |                                                                               | |
| 山水人物図                     | 紙本墨画淡彩 | 襖4面      | 167.0x104.0      | 広島県立美術館                                    | 1908年（明治41年）          |                               |                                                                               | |
| 山水図                         |              | 1幅        | 281.8x120.3      | 東京国立博物館                                    |                             |                               | 款記「玉章寫」                                                                | |
| 老樹水禽図                     |              | 1幅        | 137.3x68.4       | 東京国立博物館                                    | 1912年（明治45年）          |                               |                                                                               | |
| 衣食住図                       | 絹本著色     | 1幅        | 136.5x68.8       | 木原文庫                                          | 制作年不詳                  |                               | 款記「玉章」/白文方印                                                         | |

### 錦絵
- 「七福神宝之蔵入」 大判2枚続 1877年ころ 「玉章漫画」の落款 「端玉章」の白文長方印 ※福田熊次郎版
- 「七福神勧進帳之学」 大判2枚続 「玉章漫画」の落款 「天真画房」の白文方印 ※福田熊次郎版

## 著書
- 玉章画集 画報社 1902.5
- 玉章画集 美術書院 1911.3
- 玉章画集 古稀号 画報社 1911.7
- 玉章画譜 川端画学校出版部 1906-1911
- 秋津百景 榛原直次郎 1916
- 玉章翁遺墨集 巧芸社 1931
- 川端玉章の画手本 グラフィック社 1979
- 習画百題 芸艸堂 1995
- 徳田徳樹監修 『東京芸術大学大学美術館蔵 川端玉章付け立て画手本』 東邦出版、2002年7月27日、ISBN 978-4-88591-732-5